# Kladka
Kladka je volně otočné kolo na hřídeli, po obvodě zpravidla opatřené drážkou, která vede lano nebo řetěz. Funkcí kladky není přenos kroutícího momentu, ale změna směru tahové síly ohebného média, které je přes kladku vedeno. Vedeným médiem mohou být nejrůznější druhy lan a řetězů, pásy, dráty, struny apod. Podle průřezu vedeného média je vytvarována drážka na obvodě kladky. Kladka je uložena tak, aby bezpečně přenášela výslednici tahových sil média. 

Poměry sil na pevné kladce (1) a na kladkostroji se dvěma, třemi a čtyřmi kladkami. F_{Z} = působící síla; s = dráha; F_{L} = výsledná síla; h = zdvih břemene. N znamená newton.

## Rozdělení kladek
podle funkce
- vodící – udržují médium v potřebném směru
- napínací – udržují médium v potřebném tahu
- pracovní – součásti kladkostrojů (německy Flaschenzug)
  - pevná kladka – s osou uloženou pevně k nosné konstrukci
  - volná kladka – s osou uloženou ve volném prvku (v kladnici), takže se vůči konstrukci pohybuje; na kladnici bývá upevněno závěsné zařízení (hák apod.)

podle profilu věnce
- lanové – s drážkou pro lano
- řetězové  
  - s drážkou
  - se zuby
- hladké – pro pasy

## Pracovní kladky

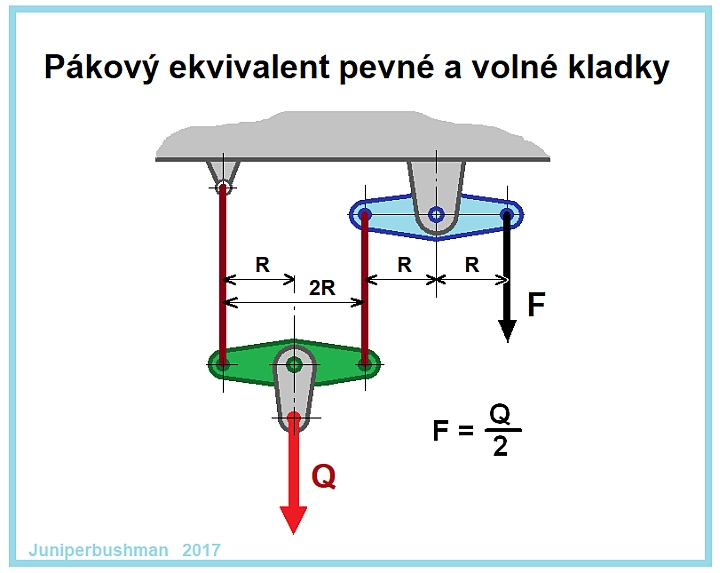
Pákový ekvivalent kladek

Pracovní kladky představují z hlediska mechaniky jednoduché stroje založené na principu páky. Ekvivalentem pevné kladky je rovnoramenná dvojzvratná páka s rameny o délce R a ekvivalentem volné kladky je jednozvratná páka s rameny o délce R a 2R.

## Účinnost kladky

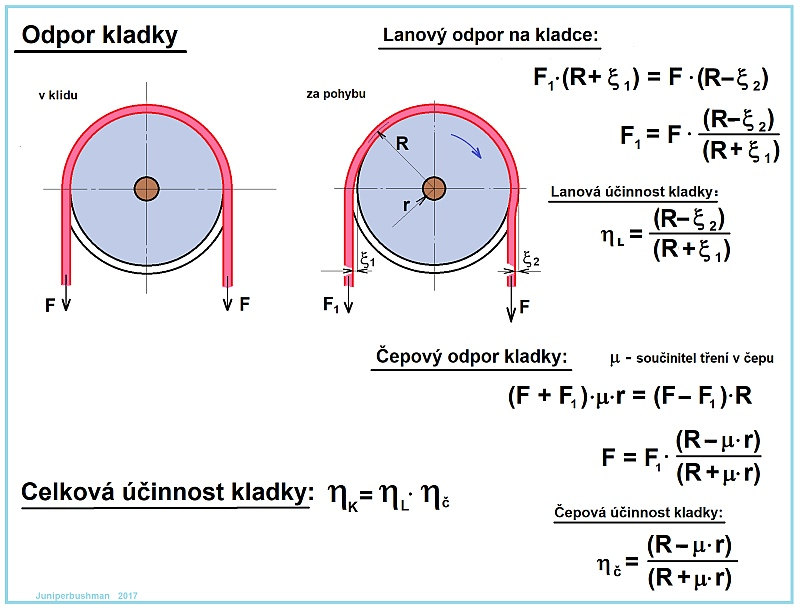
Čepový a lanový odpor v kladce

Síla přenášená kladkou se snižuje o pasivní odpory, což jsou:
- Čepové tření v ložisku kladky. 
U kluzného ložiska platí, že moment odporu je 
{\displaystyle M_{o}=(F+F_{1})\cdot \mu \cdot r=(F-F_{1})\cdot R},
 kde {\displaystyle \mu } je součinitel tření v čepu, {\displaystyle R} je průměr kladky a {\displaystyle r} průměr čepu
z čehož plyne {\displaystyle F_{1}=F\cdot {\frac {1-\mu \cdot {\frac {r}{R}}}{1+\mu \cdot {\frac {r}{R}}}}}
Čepová účinnost kladky tedy je {\displaystyle \eta _{c}={\frac {1-\mu \cdot {\frac {r}{R}}}{1+\mu \cdot {\frac {r}{R}}}}}
- Lanový odpor způsobený deformací lana. 
Navíjené a odvíjené lano na kladce není ideálně poddajné a tak dochází k tomu, 
že při navíjení se lano oddaluje od povrchu kladky (o míru {\displaystyle \xi _{1}}) 
a při odvíjení naopak ulpívá na povrchu kladky, čímž se dostává blíže ose kladky (o míru {\displaystyle \xi _{2}}). 
Pak platí rovnováha {\displaystyle F_{1}\cdot (R+\xi _{1})=F\cdot (R-\xi _{2})}  z čehož plyne {\displaystyle F_{1}=F\cdot {\frac {R-\xi _{2}}{R+\xi _{1}}}}
 Lanová účinnost kladky je tedy {\displaystyle \eta _{L}={\frac {R-\xi _{2}}{R+\xi _{1}}}}

Celková účinnost jedné kladky je {\displaystyle \eta _{1}=\eta _{C}\cdot \eta _{L}}
Jelikož je lanový odpor dán rozměry {\displaystyle \xi _{1},\xi _{2}}, jejichž hodnoty je v reálných podmínkách velmi obtížné určit, neboť jsou závislé jednak na konstrukci, ale také na rychlosti a zatížení lana, používají se v praxi empirické hodnoty celkové účinnosti. Pro ocelová lana se berou hodnoty {\displaystyle \eta _{1}=0,98} pro kladky na valivých a {\displaystyle \eta _{1}=0,96} na kluzných ložiskách.

### Účinnost volné kladky
Zátěžová síla {\displaystyle Q} se rozdělí na dvě lana {\displaystyle Q=F_{1}+F_{2}}, kde platí {\displaystyle F_{2}=F_{1}\cdot \eta _{1}} a tedy {\displaystyle Q=F_{1}\cdot (1+\eta _{1})}. Kladka se zátěží se zvedne o míru {\displaystyle s} a vykoná práci {\displaystyle A_{Q}=F_{1}\cdot s\cdot (1+\eta _{1})}. Volný konec lana musí být tažen silou {\displaystyle F_{1}} po dráze {\displaystyle 2\cdot s}, takže se musí vynaložit práce {\displaystyle A_{F}=F_{1}\cdot s\cdot 2}.
Účinnost volné kladky je tedy: {\displaystyle \eta _{v}={\frac {A_{Q}}{A_{F}}}={\frac {F_{1}\cdot s\cdot (1+\eta _{1})}{F_{1}\cdot s\cdot 2}}={\frac {1+\eta _{1}}{2}}}.
Účinnost jednoduchého kladkostroje složeného z jedné volné a jedné pevné kladky pak bude {\displaystyle \eta =\eta _{1}\cdot {\frac {1+\eta _{1}}{2}}}. 

### Účinnost zablokované kladky
Pokud dojde k zablokování kladky a kladka se přestane volně otáčet, začne lano po kladce prokluzovat. V takovém případě se uplatní na kladce odpor zvaný vláknové tření, kde platí: {\displaystyle F=F_{1}\cdot e^{\mu \beta }}, kde {\displaystyle e} je Eulerovo číslo, {\displaystyle \mu } je součinitel tření lana na kladce a {\displaystyle \beta } je úhel opásání (v obloukové míře), který je na kladce zpravidla roven {\displaystyle \pi }.
Účinnost jedné zablokované kladky je: {\displaystyle \eta _{1Z}={\frac {F_{1}}{F}}={\frac {1}{e^{\mu \pi }}}={\frac {1}{23,13^{\mu }}}}
Což například při {\displaystyle \mu =0,1} (přibližně ocel na oceli nebo litině) dává účinnost {\displaystyle \eta _{1Z}=0,73} (pokud zanedbáme vliv tvaru drážky).

## Kladkostroj

Archimédův kladkostroj

Kladkostroj je kombinace pevné a volné kladky, případně několika párů kladek. Ty mohou být uloženy nad sebou ve společném třmenu, u lodních kladkostrojů na napínání plachet a lan (tzv. „talje“, angl. tackle) se umísťují vedle sebe na společné ose.
Kladkostroj kombinuje výhody volné a pevné kladky: znásobuje působící sílu, která přitom může působit směrem dolů. Při použití více kladek se potřebná síla F vypočte podle vzorce: F = G / 2n, kde G je tíha břemene a volných kladek, n je počet volných kladek.
Vynález kladkostroje se připisuje Archimédovi, který prý s jeho pomocí sám zavlékl naloženou válečnou loď do přístavu. Po něm se také nazývá Archimédův kladkostroj, kde je pohyblivý konec lana nad volnou kladkou zavěšen na třmen další volné kladky. Potom platí, že síla se zmenší dle vztahu F = G / 2n, kde n je počet skutečně volných kladek.

### Účinnost kladkostroje
V klidu se zátěžová síla {\displaystyle Q} rovnoměrně rozdělí na jednotlivé nosné průřezy. Ale za pohybu se při přechodu lana přes jednotlivé kladky postupně snižuje síla v laně v poměru účinnosti jedné kladky. Součet sil v jednotlivých {\displaystyle k} nosných průřezech je roven zátěžové síle {\displaystyle Q}.
{\displaystyle Q=F_{1}+F_{2}+.....+F_{k}}, kde  {\displaystyle F_{(n+1)}=F_{n}\cdot \eta _{1}} neboli {\displaystyle Q=F_{1}+F_{1}\cdot \eta _{1}+F_{1}\cdot \eta _{1}^{2}+.....+F_{1}\cdot \eta _{1}^{(k-1)}=F_{1}\cdot (1+\eta _{1}+\eta _{1}^{2}+....+\eta _{1}^{(k-1)})}.
Zatímco kladnice s volnými kladkami vykoná dráhu {\displaystyle s}, musí konec lana zatížený silou {\displaystyle F_{1}} vykonat dráhu {\displaystyle k\cdot s}. Pak práce potřebná na zdvižení břemene {\displaystyle Q} je {\displaystyle A_{Q}=Q\cdot s} a práce vynaložená silou {\displaystyle F_{1}} je {\displaystyle A_{F}=F_{1}\cdot k\cdot s}.
Účinnost kladkostroje je poměr práce vykonané k práci dodané: {\displaystyle \eta ={\frac {A_{Q}}{A_{F}}}={\frac {F_{1}\cdot s\cdot (1+\eta _{1}+\eta _{1}^{2}+....+\eta _{1}^{(k-1)})}{F_{1}\cdot k\cdot s}}={\frac {1+\eta _{1}+\eta _{1}^{2}+....+\eta _{1}^{(k-1)}}{k}}}
(Pokud potřebujeme, aby tažná síla směřovala dolů, musíme přidat další pevnou kladku o účinnosti {\displaystyle \eta _{1}}. Potom je celková účinnost: {\displaystyle \eta =\eta _{1}\cdot {\frac {1+\eta _{1}+\eta _{1}^{2}+....+\eta _{1}^{(k-1)}}{k}}}.)

## Kladky v technické praxi
V technické praxi se kladky používají u nejrůznějších mechanismů, od zavěšení hodinového závaží až po velká zdvihadla, stavební, důlní a těžební stroje, dále pro napínání drátů elektrického vedení, vypínání plachtoví na jachtách, při stavbách drátěných ohrad či plotů apod. Kladka jako každý jednoduchý stroj práci neušetří, spíše naopak musíme do kladky vložit větší práci, než jakou chceme, aby kladka vykonala, jelikož část vložené práce se ztratí třením. Účinnost kladky je tak vždy menší než 1.
Nejběžnější a nejznámější stroje u nichž jsou použity kladky:
- jeřáb
- výtah nebo zdviž
- vrátek - nejčastěji používaný na stavbách (kupř. při hloubení kopaných studen či opravách střech domů apod.)
- těžní věž
- napínák drátů a lan

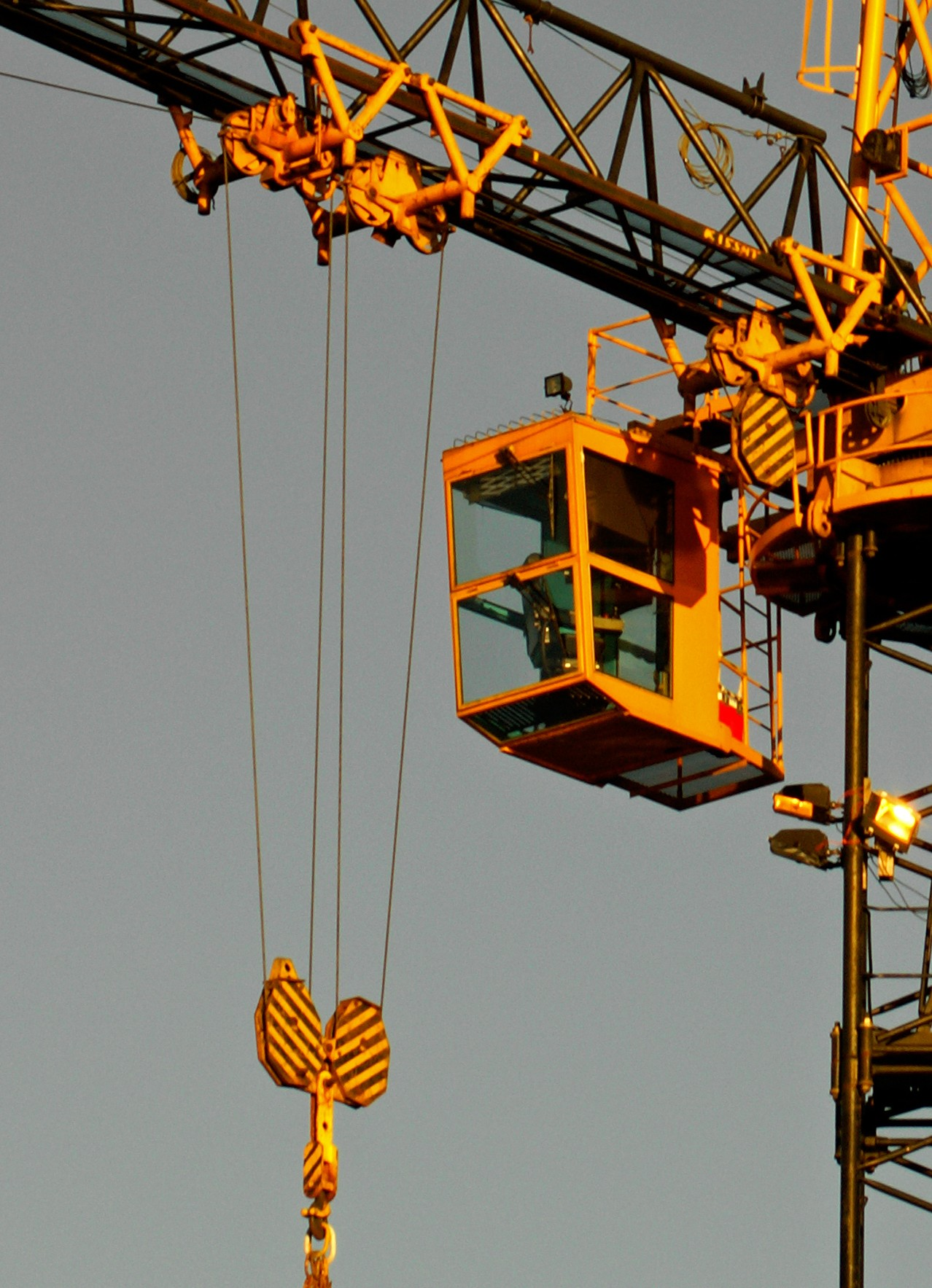
Volné kladky na stavebním jeřábu
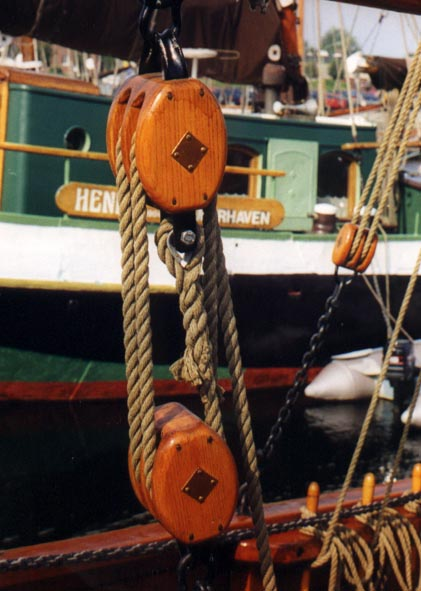
Lodní kladkostroj (talje)

## Jiné významy slova
Termínem kladka bývají také označovány některé jiné strojní součásti kupř.:
- tyčové sběrače elektrického proudu (které dříve skutečně končily měděnou kladkou)
  - tramvají
  - trolejbusů
- vodicí kladky
  - magnetofonů
  - lanových drah
  - lyžařských vleků
  - námořních jachet
  - … apod.